# Waldemar Gilge
Waldemar Gilge (Lebensdaten unbekannt) war ein deutscher Fußballspieler.

## Karriere

### Vereine
Gilge gehörte als Abwehrspieler dem Altonaer FC von 1893 an, für den er in den vom Norddeutschen Fußball-Verband organisierten Meisterschaften Punktspiele bestritt.
Gilge bestritt mit dem am 3. und 17. Mai 1925 ausgetragenen Achtel- und Viertelfinale, beim 4:2-Sieg beim Stettiner FC Titania und der 0:2-Niederlage gegen den Duisburger SpV sein insgesamt drittes Endrundenspiel; sein Debüt gab er bereits am 3. Mai 1914 im Viertelfinale bei der 1:4-Niederlage n. V. gegen eben jenen Duisburger SpV.